# Kutyák az emberek szolgálatában

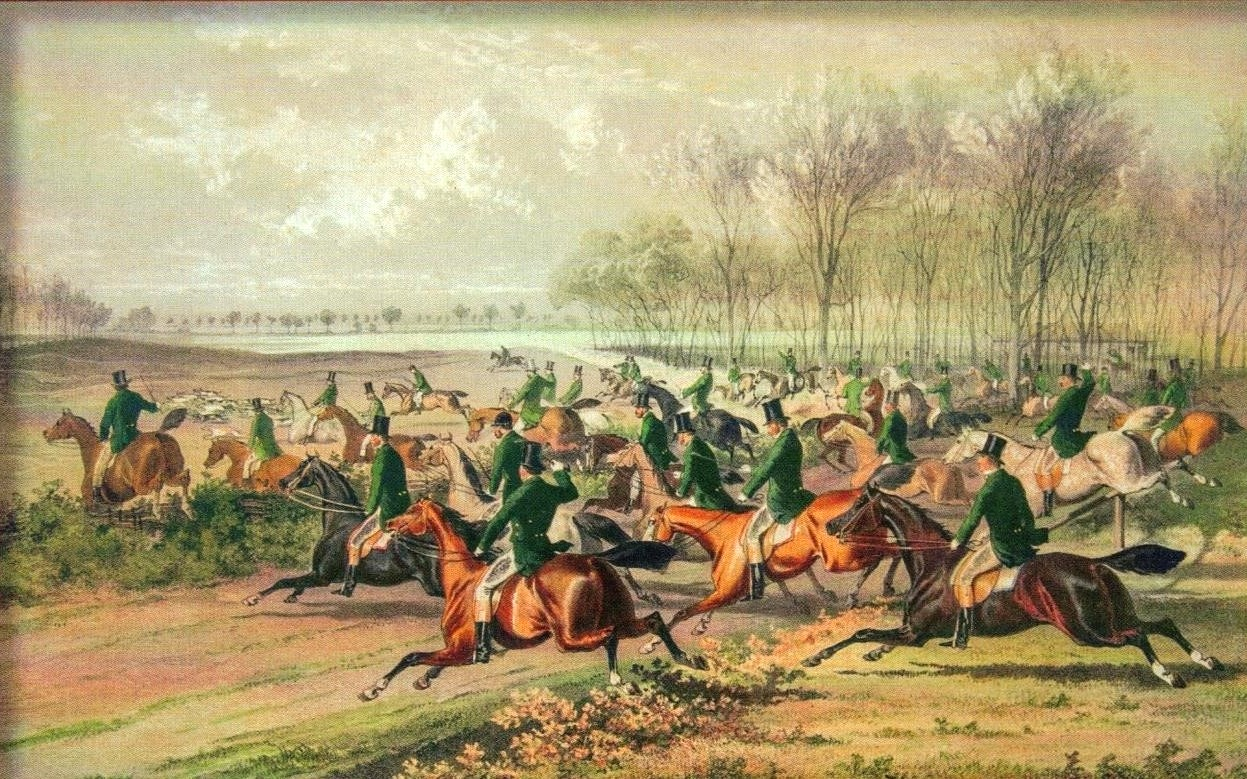
Falkavadászat

Az együttélés évezredei alatt az ember és a kutya egyre több feladatban találta meg az együttműködés lehetőségét. Fokozatosan kialakultak azok a feladatkörök, amelyeket a kutyák ügyesen el tudnak látni. Ezek a feladatok a gazdasági társadalmi változásokkal (például a külterjes állattartás visszaszorulásával, a városi élet elterjedésével) folyamatosan változnak. A kutyatartás a szorító gazdasági szükség helyett egyre inkább hobbi, kedvtelés lett. Egyre több kutyafajta esetén figyelhető meg, hogy az eredeti szerepkörében fontos összetett viselkedési minták helyett a tenyésztők előnyben részesítik a divatos megjelenési jegyeket, emiatt egyre több a groteszk megjelenésű vagy viselkedésű kutya.

## Vadászkutyák
A kutyák és emberek együttműködése legrégebben valószínűleg a vadászat során alakulhatott ki. A kutya a vadászat során többféleképpen segíthet a vad elejtésében.

### Falkavadászat

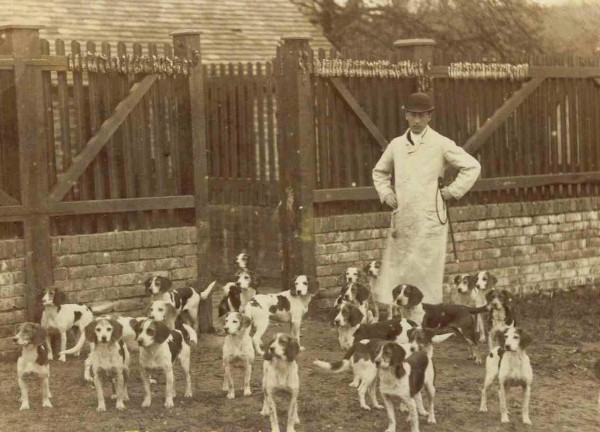
beagle falka

A falkavadászat általában társadalmi esemény. Alapvetően két fajtája van: a gyalogos és lovas falkavadászat. Azt, hogy gyalogos, vagy lovasvadászatot tartanak, elsősorban a terepviszonyok határozzák meg. A falkavadászatra többféle fajtát is használnak, egy falka azonban mindig azonos fajtájú kutyákból áll. Az ismertebb falkavadász kutyák a beagle, basset hound, francia kopó. Falkával általában rókára, szarvasra, vidrára, vagy vonszalékra vadásznak. A vonszalék mesterséges zsákmány.
A falkavadászat során a zsákmányt a falka (Amerika északi része), vagy a vadász (Amerika déli része, Nagy-Britannia) öli meg.
A vonszalékra a vadászat úgy történik, hogy a húsdarabokkal, vagy ürülékkel töltött zsák nyomát követi a falka a célig, ahol hússal jutalmazzák őket.
A vad védelméről, a vadgazdálkodásról, valamint a vadászatról szóló 1996. évi LV. törvény 71/f bekezdése értelmében Magyarországon a falkavadászat csak vonszalékra engedélyezett.

### A vizslák

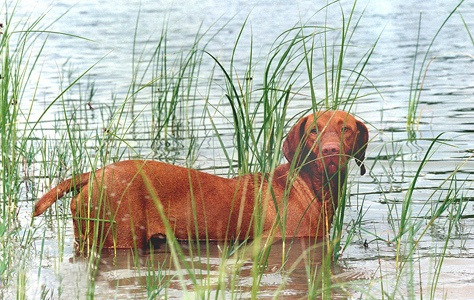
Rövidszőrű magyar vizsla

A vizslák a kutyavilág arisztokratái. Minden jelentős vadásznemzet kitenyésztette a saját vizslafajtáját (német vizsla, rövidszőrű magyar vizsla, drótszőrű magyar vizsla). Ezek a kutyák a rajongóik szerint az összes vadászkutya feladatát képesek egyedül ellátni. A vizslás vadászat során a vadász előre küldi a kutyát, a kutya megkeresi a zsákmányt, majd az egyik első lábát felemelve jelzi annak irányát, majd a lövés után a vadat felkutatja, és a gazdájához viszi.

### Vérebek
A lőfegyverek elterjedésével megszaporodtak azok az esetek, hogy a vadász a vadat megsebezte, megölni azonban nem tudta. A sebesült állatok felkutatására a XV. század folyamán kitenyésztették a vérebeket. A vérebek a vadászat után felkutatják a lövés helyétől indulva a sebesült állatot. Ha a zsákmány még él, akkor csaholásával megállítja, amíg a vadász odaér és megöli (állóra csahol). Ha a zsákmány már kimúlt, csaholással odahívja a vadászt (meredtre csahol). Jellegzetes képviselőik az angol véreb (bloodhund), hannoveri véreb (Hannoverscher Schweisshund), bajor hegyi véreb (Bayerischer Gebirgsschweisshund).
A vérebek különlegessége, hogy nem a friss nyomot, hanem a hideg nyomot (2-24 órásat) kell tudnia követni, mivel a feladatuk a vadászat befejezésével kezdődik.

## Juhászkutyák

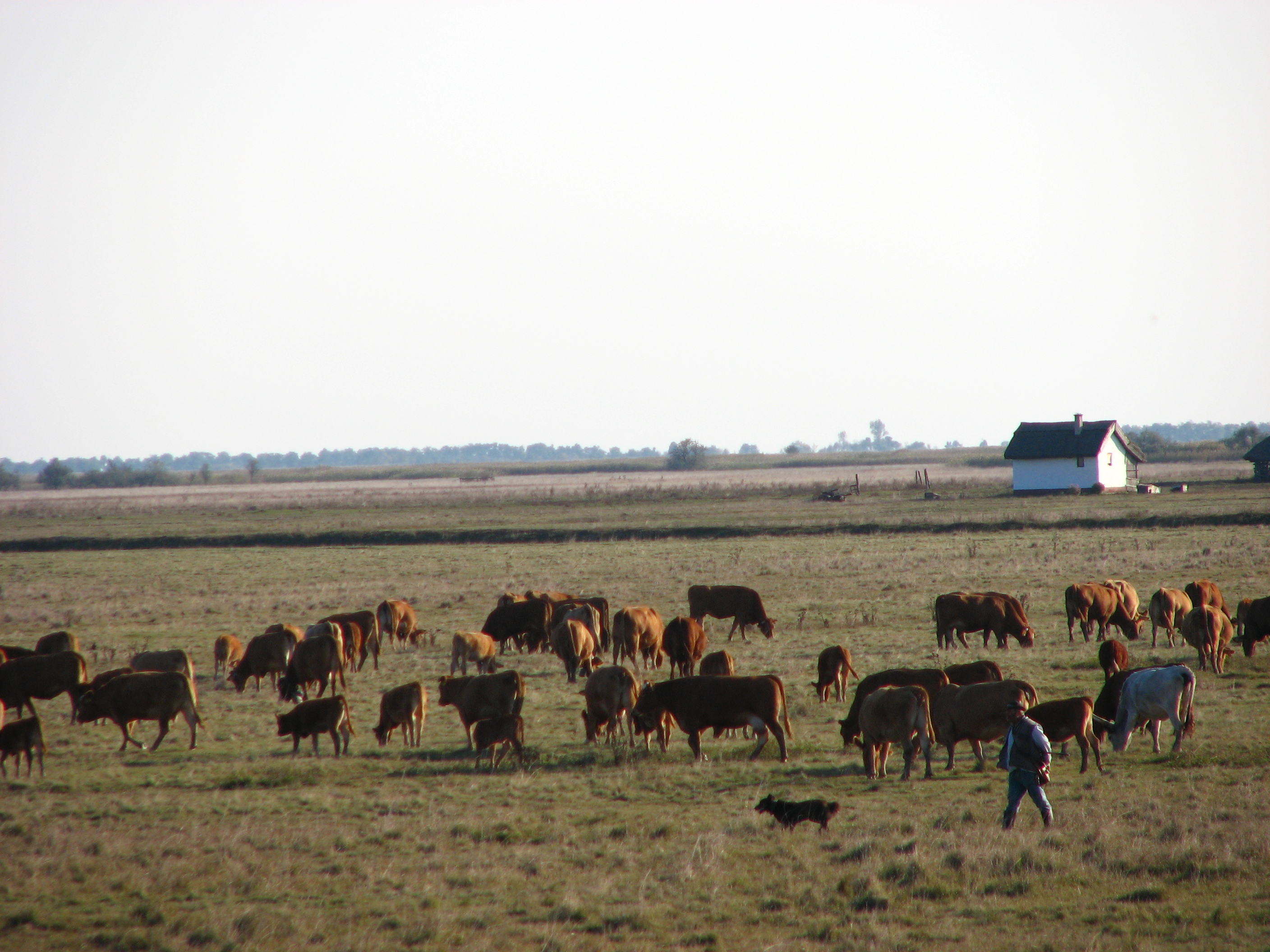
Életkép

Valószínű, hogy a vadászat mellett a nyáj, illetve a pásztor őrzése volt a farkasokkal, és az egyéb ragadozókkal szemben. A római Marcus Terentius a következőt írta a pásztorkutyákról: „...legyenek elég erősek a farkassal való küzdelemre, és eléggé gyorsak ahhoz, hogy követhessék a fenevadat, és elragadják tőle zsákmányát”.
Ahogy az idők folyamán a legelők zsugorodtak, a vetésterületek növekedtek, illetve ritkultak a jószágra veszélyt jelentő ragadozók, egyre fontosabbá váltak a kisebb testű, fürgébb terelőkutyák, hogy megakadályozzák, hogy a nyáj a vetésbe tévedjen. A pásztorkutyák feladatai itt kettéváltak. A nagytestű lomha de erős és rettenthetetlen nyájőrző kutyákra, (kuvasz, komondor) illetve a terelőkutyákra (puli, pumi). A nagytestű kutyák egy részének pedig megváltozott a feladata, és beköltözött a falvakba házőrzőnek, vagy a vetés védelmezőjének.

## Szánhúzó kutyák

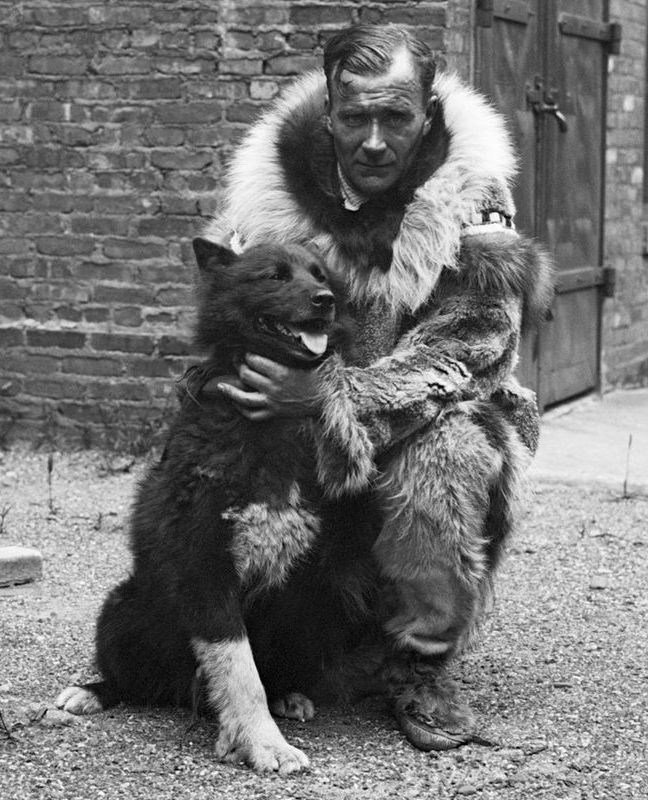
Balto, a szánhúzó kutya és gazdája

A szánhúzó kutyák az eszkimók nélkülözhetetlen társai. Télen húzza a szánkót, nyáron felmálházva cipeli a terhet, hálók vontatásával segíti a halászatot, végszükség esetén élelemként segíti a gazdáját.
Szánhúzásnál általában korlátozzák a teher összsúlyát a húzó kutyák súlyának másfélszeresére. Ilyen terhelés esetén a fogat átlagosan 10-12 kilométert tud átlagosan megtenni óránként. Ez azonban függ a tehertől, az időjárástól, a kutyák kondíciójától. illetve a terep adottságaitól. A leghosszabb hiteles távolság, amit feljegyeztek 18 óra alatt 100 mérföld.
1925-ben a szánhúzókutyák és hajtóik helytállása mentette meg az alaszkai Nome város lakóit a diftériajárványtól. Az eset Szérumfutás néven került be a történelemkönyvekbe. Húsz hajtó és mintegy százötven kutya öt és fél nap alatt teljesítette a Nenana és Nome közötti 1085 kilométeres távot. A szérumfutás résztvevőinek hősiessége a korabeli sajtó és rádió egyik fő témája volt. A médiavisszhang jelentősen hozzájárult a védőoltások elterjesztéséért folytatott kampányhoz. Napjainkban a szánhúzókutyák versenyeken mérik össze képességeiket, a szérumfutás emlékére minden évben megrendezik az Iditarod versenyt, illetve 1995-ben rajzfilmet készítettek Balto címmel.

## Segítőkutyák

### Vakvezető kutyák

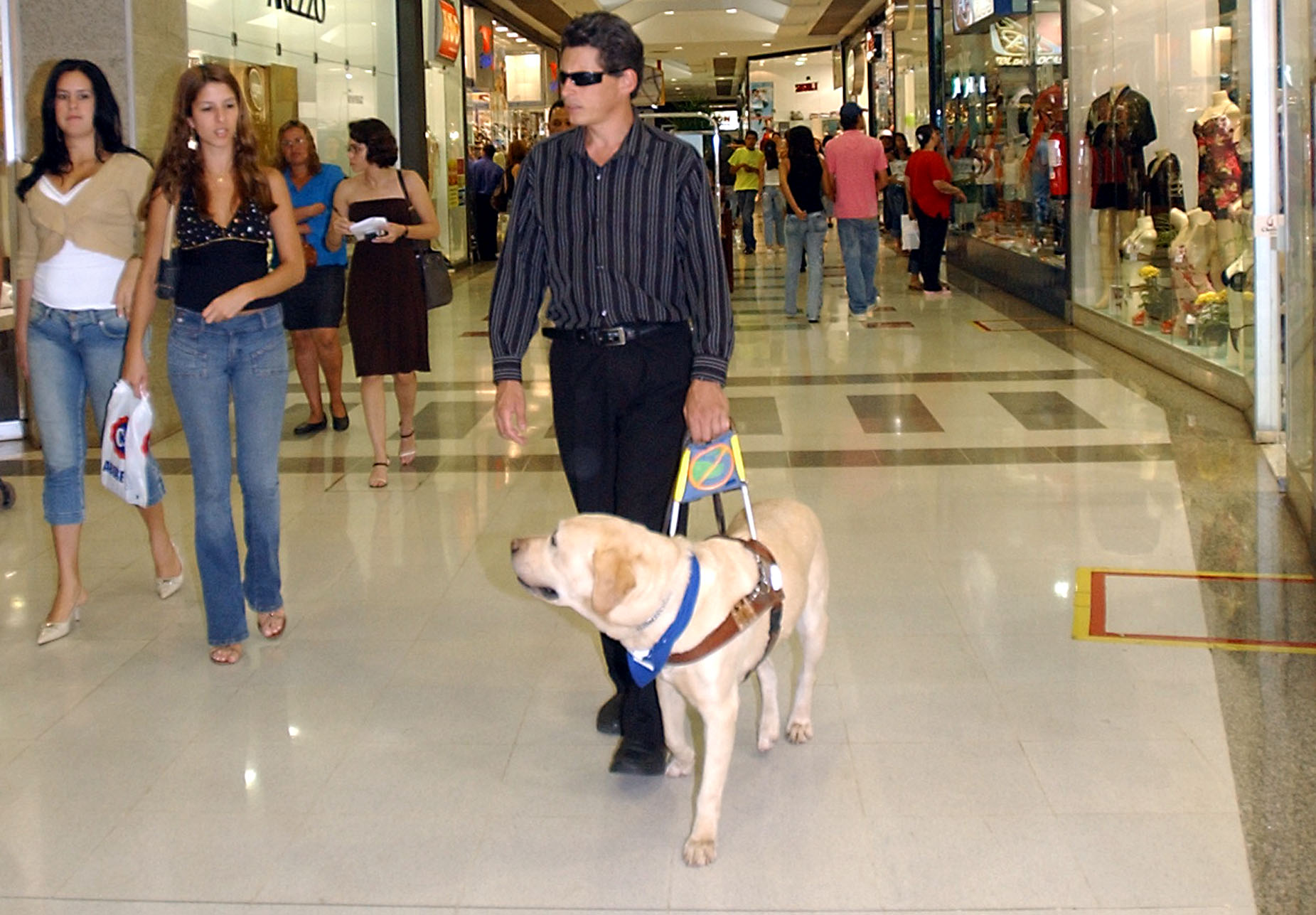
Vakvezető kutya a gazdájával Brazíliában

A vak embert a kutyájával sokszor már távolról észre lehet venni az ember fehér botjáról és a kutya jellegzetes hámjáról, amin vörös kereszt jelzi, hogy a kutya a segíti a gazdáját. A vakvezető kutyák, azon kívül, hogy ellátják egy házi kedvenc feladatait, segítik a gazdájukat a közlekedésben, segítenek kikerülni az útakadályokat, gödröket, illetve megoldani az egyéb, mindennapi életben felmerülő problémákat.
Már ókori ábrázolások is maradtak fenn vak koldusokról, akiknek kutya volt a segítője. A vakvezető kutyák szervezett képzése a XVIII. század során kezdődött. A vakvezető kutyák képzésének nagy lökést adott az, hogy az első világháborúban megvakult veteránokat, igyekeztek ellátni vakvezető kutyákkal. Az 1940-es évektől kezdődő genetikai és viselkedéstudományi kutatások lehetővé tették, hogy a tanfolyamot elkezdő kutyák több, mint 90%-a sikeres vizsgát tegyen, az addig általános 5% körüli sikeres vizsgaarány helyett.
A vakvezető kutyák általában német juhászok, labrador retrieverek, régebben óriás schnauzerek, újfundlandik, angol szetterek, airedale terrierek, mivel a megfelelő testméreten kívül kényes egyensúlyban kell lennie a kutya szófogadónak és önállónak, bátornak, de ugyanakkor agressziómentesnek kell lenniük.
A megfelelő kutyák kiválasztása már az alomban elkezdődik, majd a kölykök nevelése, szocializációja gondosan kiválasztott családoknál történik, a képzésük pedig kétéves korukig tart. A képzés befejezése után a kutya az új gazdájához kerül, akivel közösen vizsgát tesznek. Ezek után speciális törvényi szabályozás vonatkozik rá (például közlekedési eszközökön ingyen szállítható, sok helyre bemehetnek, ahova házi kedvencek nem, mentesülnek az ebadó alól stb.).
Magyarországon vakvezető kutyákat elsősorban a Vakvezető Kutyaképző Iskolában képzik, amely 1977 óta működik.

### Halló kutyák
A hallássérülteket segítő kutyák a vakvezetőkhöz hasonló képzést kapnak, azonban nem a gazdájuk útjába kerülő akadályokat, hanem a különböző hangokat, zajokat (telefon, csengő, autó) jelzik a gazdájuknak. A Sue Thomas - FBI című amerikai filmsorozat egy hallássérült FBI ügynökről és kutyának kalandjairól szól

### Rohamjelző kutyák
A rohamjelző kutyák a hirtelen rosszullétél járó betegségek – általában epilepszia vagy diabétesz – esetén a rosszullét előrejelzésével, illetve a roham alatt segítség hívásával tudnak segíteni a gazdájuknak. Amennyiben a kutyának sikerül a rosszullétet előre jelezni, a gazda megelőzheti a rohamot, illetve biztonságba helyezheti magát. A kutyával rendelkezők magabiztosabbak, könnyebben teremtenek másokkal kapcsolatot, rohamaik gyakran ritkulnak, és azok erőssége csökken.
A rohamjelző kutyák gazdáinak is meg kell felelnie több feltételnek, például ha a rohamok ritkábban jelentkeznek, mint havonta egyszer, akkor nehéz a kutyában a megfelelő viselkedést kialakítani, a leendő gazda nem lehet allergiás a kutyaszőrre, illetve alkalmasnak kell lennie a kutyával való együttélésre.

### Mozgássérült-segítő kutyák
A mozgássérülteket segítő kutyák Magyarországon még kevésbé elterjedtek, mint Európa többi országában, vagy az Egyesült Államokban. A mozgássérült-segítő kutyák a gazda igényeinek megfelelően felvehetnek tárgyakat a földről, különböző tárgyakat vihetnek a gazdájuknak, ajtót nyithatnak, villanyt kapcsolhatnak stb. Mindemellett nagyon fontos lelki támaszt nyújtanak gazdájuknak.
A kutyák képzése 1,5–2 évig tart, és legfontosabb része a szocializáció, hogy a kutya minden olyan helyzetben, amivel a gazdája mellett találkozhat, barátságosan tudjon viselkedni.

### Terápiás kutyák
A terápiás kutyák alkalmazásakor a kutyának az emberre gyakorolt pszichológiai hatásait használják ki. A tapasztalatok szerint a kutya jelenléte, simogatása csökkenti a vérnyomást, a stresszhormonok szintjét, a szorongás enyhül.
Fogyatékkal élő embereknél segít a fájdalmas, unalmas, nehéz feladatok elvégzésében. Az ilyen gyakorlatok nyugodtabb légkörben zajlanak, ha egy kutya is jelen van a foglalkozásokon. Azokat a terápiás kutyákat, amelyek egy személyt segítenek, személyi segítő kutyának nevezik.
A terápiás kutyákkal szemben fontos elvárás az emberközpontúság, a fegyelem és a nyugodt természet, mivel a kezelt személyek akár akaratlanul is fájdalmat okozhat az állatnak, amit tűrnie kell.

### Egyéb segítőkutyák

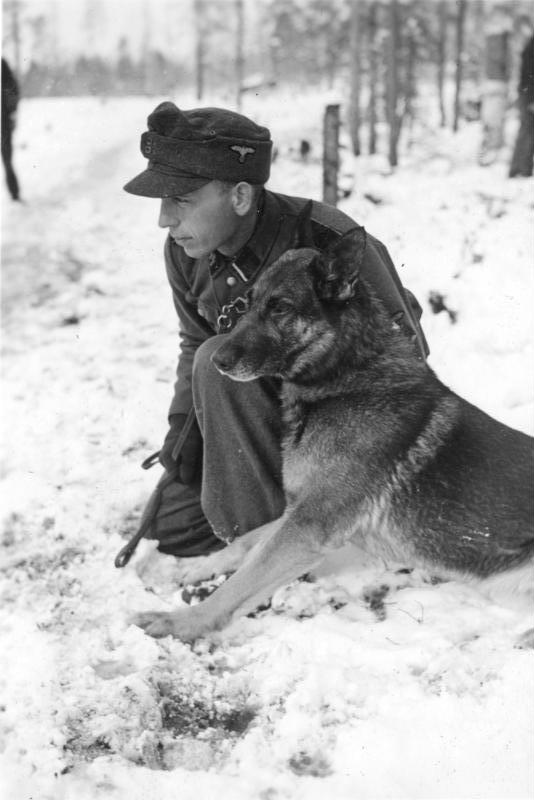
Waffen-SS katona kutyakiképzés közben

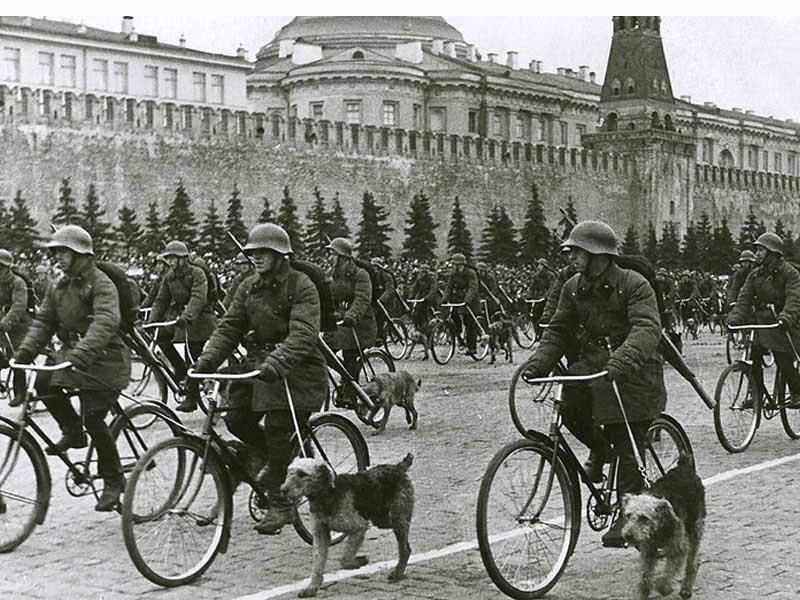
Kutyás katonák az 1938. május 1-jei Vörös téri felvonuláson

Képeznek kutyákat allergiásoknak az allergének jelzésére, ezzel a véletlen rosszullétek esélyét csökkentik.
Egyes állatok a daganatos betegségeket képesek jelezni

## Hadi kutyák
Már az ókori ábrázolásokon is megjelentek a kutyák harci körülmények között, és feljegyzések is maradtak a kutyák hadi cselekedeteiről. A gyarmatasosítások során is jegyeztek fel harcban részt vevő ebekről. Reguláris körülmények között először a Német Császári Hadsereg használt kutyákat 1884-től.
Harci körülmények között a kutyákat a felderítők, előőrsök jelzőkutyaként használták a váratlan rajtaütések jelzésére használták.
A szanitécek a sebesültek felkutatásában, a hírvivők az üzenetek – bár ezen szerepükről az utókor kevésbé emlékszik meg, mint a galambokéról –, apróbb csomagok (például lőszer) szállítására használták.
1924-ben a Szovjetunió Legfelsőbb Tanácsa elrendelte kutyás alakulatok felállítását, hírvivő, őr, illetve aknakereső feladatokra. Később tankelhárító kutyákat is képeztek, ezeknek kezdetben a tank alatt kellett hagyniuk a robbanóanyagot, de mivel ez nem vált be, utóbb olyan szerkezetet helyeztek rájuk, ami a kutyával együtt robbantotta fel az ellenséges harckocsit.
A hivatalos szovjet jelentések szerint a szovjet kutyás egységek a második világháború során:
- 300 harckocsit semmisítettek meg
- 200 000 jelentést továbbítottak
- 680 000 sebesültet kutattak fel
- 15 000 négyzetkilométer aknamentesítésében vettek részt, amely során olyan aknákat is megtaláltak, amit más módszerrel nem tudtak felderíteni.

Ezt azonban orosz történészek a programot igazolni kívánó propagandának tartják, a program lélektani hatása azonban akkora volt, hogy német hadvezetés külön parancsot adott ki a harckocsi-elhárító kutyák elleni védekezésről, amiben arra utasították a katonákat, hogy minden kutyát lőjenek le a harci zónákban. 1942 után a tankelhárító kutyák képzését gyorsan csökkentették, helyettük az aknakereső és hírvivő kutyákra helyezve a hangsúlyt, de egészen 1996 júniusáig folytatódott a képzésük.
Ma már minden hadsereg rendelkezik kutyás egységekkel a különböző speciális feladatok ellátására.